# Eriocaulon omuranum
Eriocaulon omuranum là một loài thực vật có hoa trong họ Eriocaulaceae. Loài này được T.Koyama mô tả khoa học đầu tiên năm 1956.